# Buchener Faschenacht

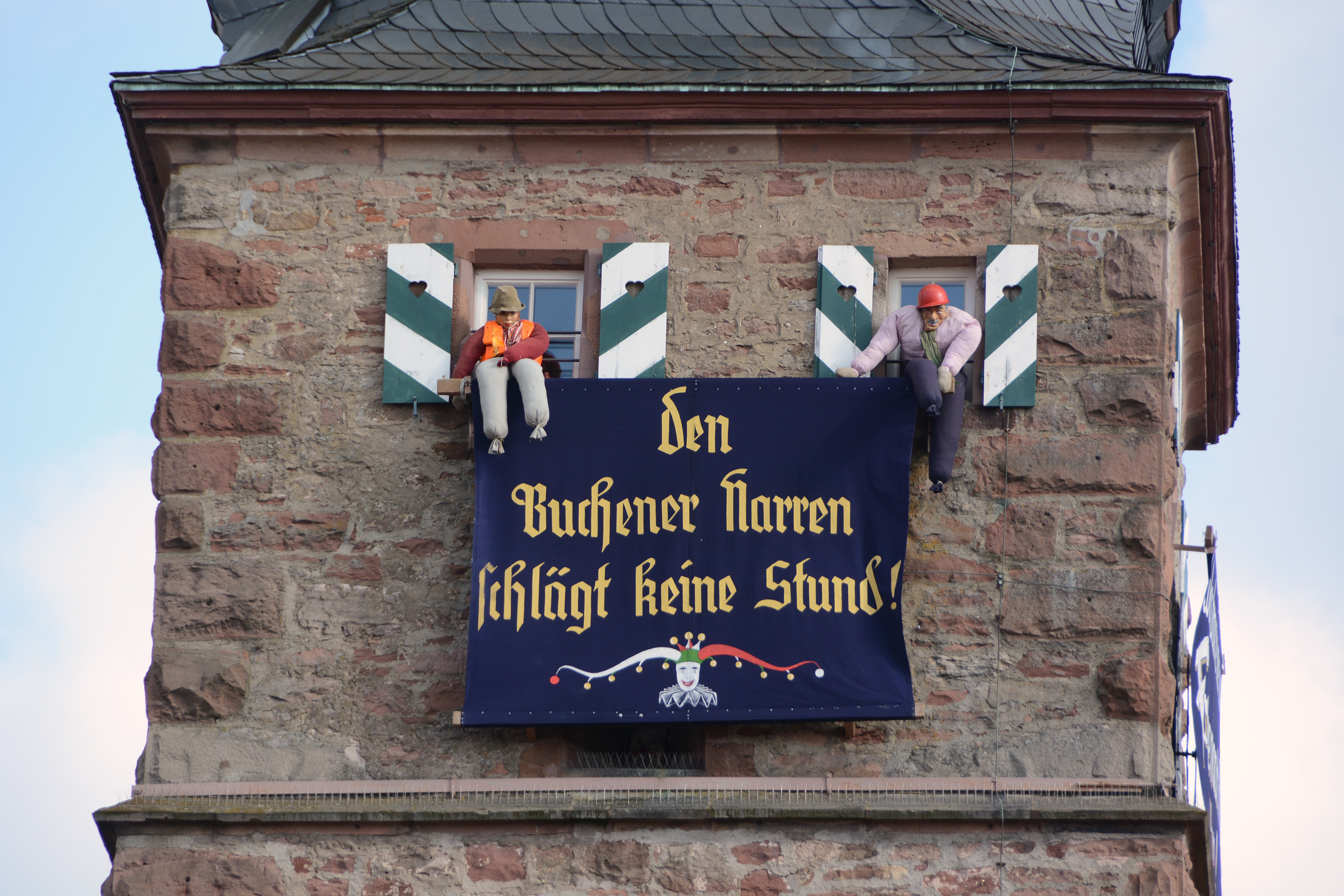
Buchener Stadtturm an Fastnacht

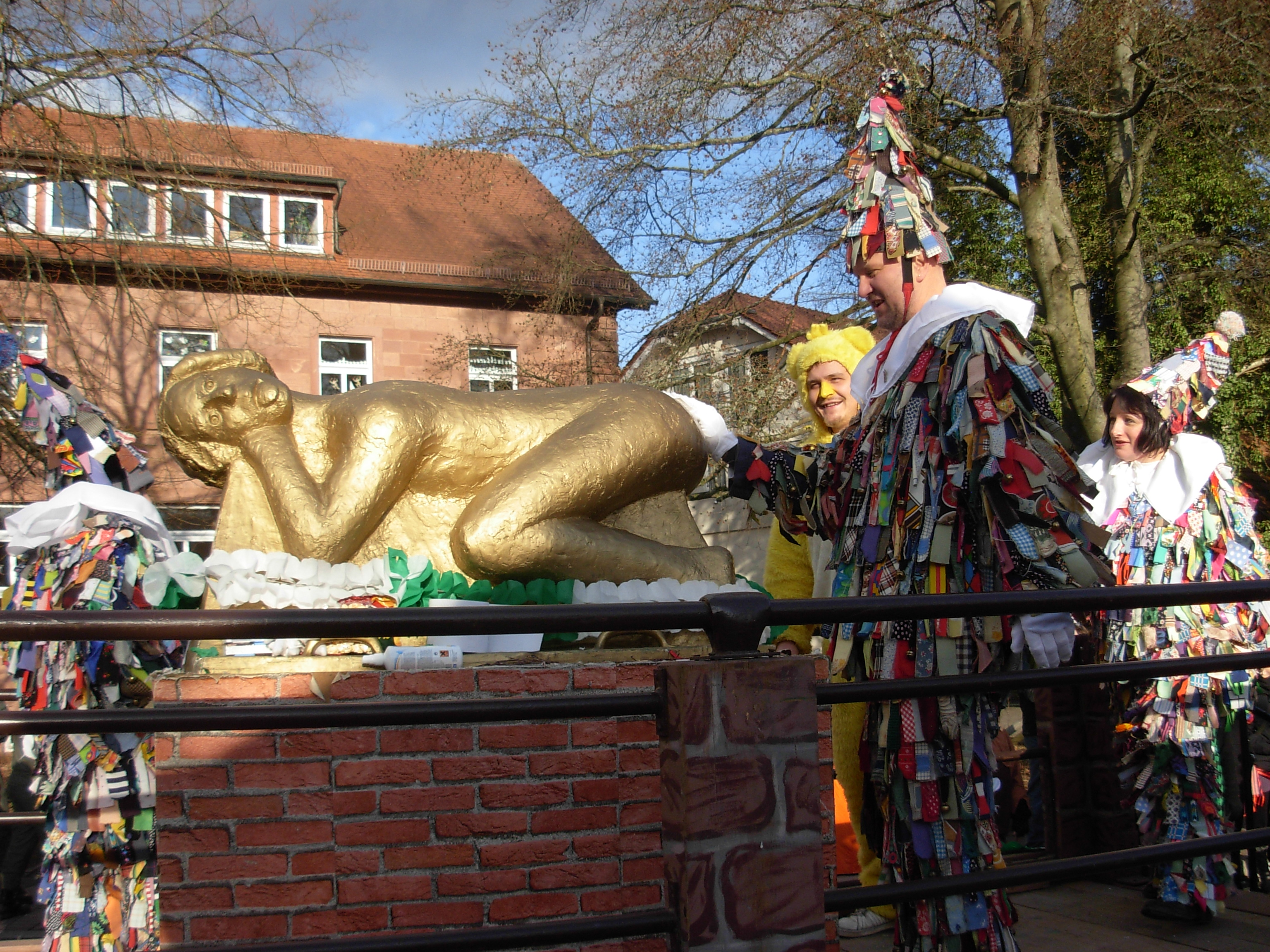
Bleckerwagen am Rosenmontag

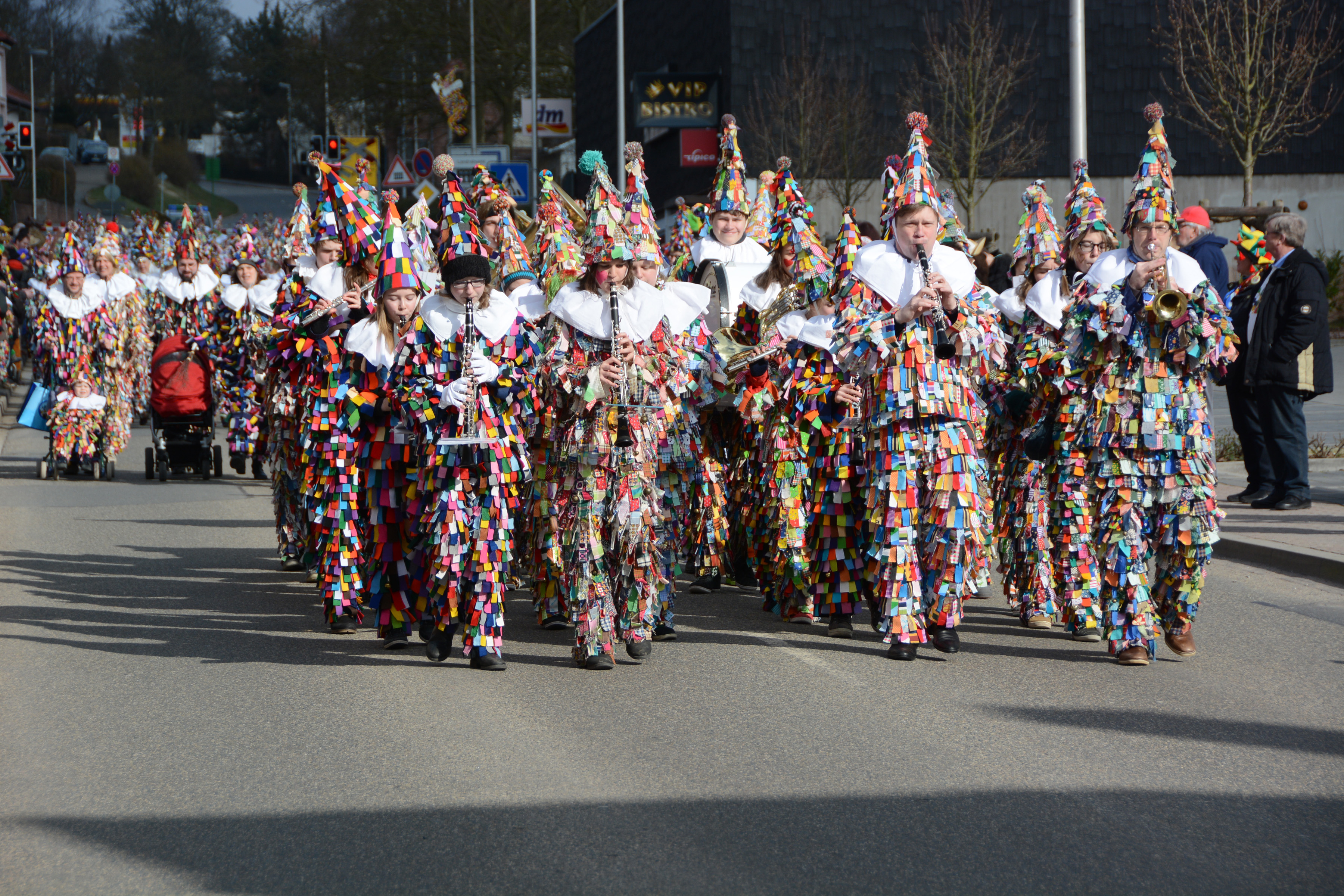
Huddelbätz-Kapelle beim Gänsmarsch

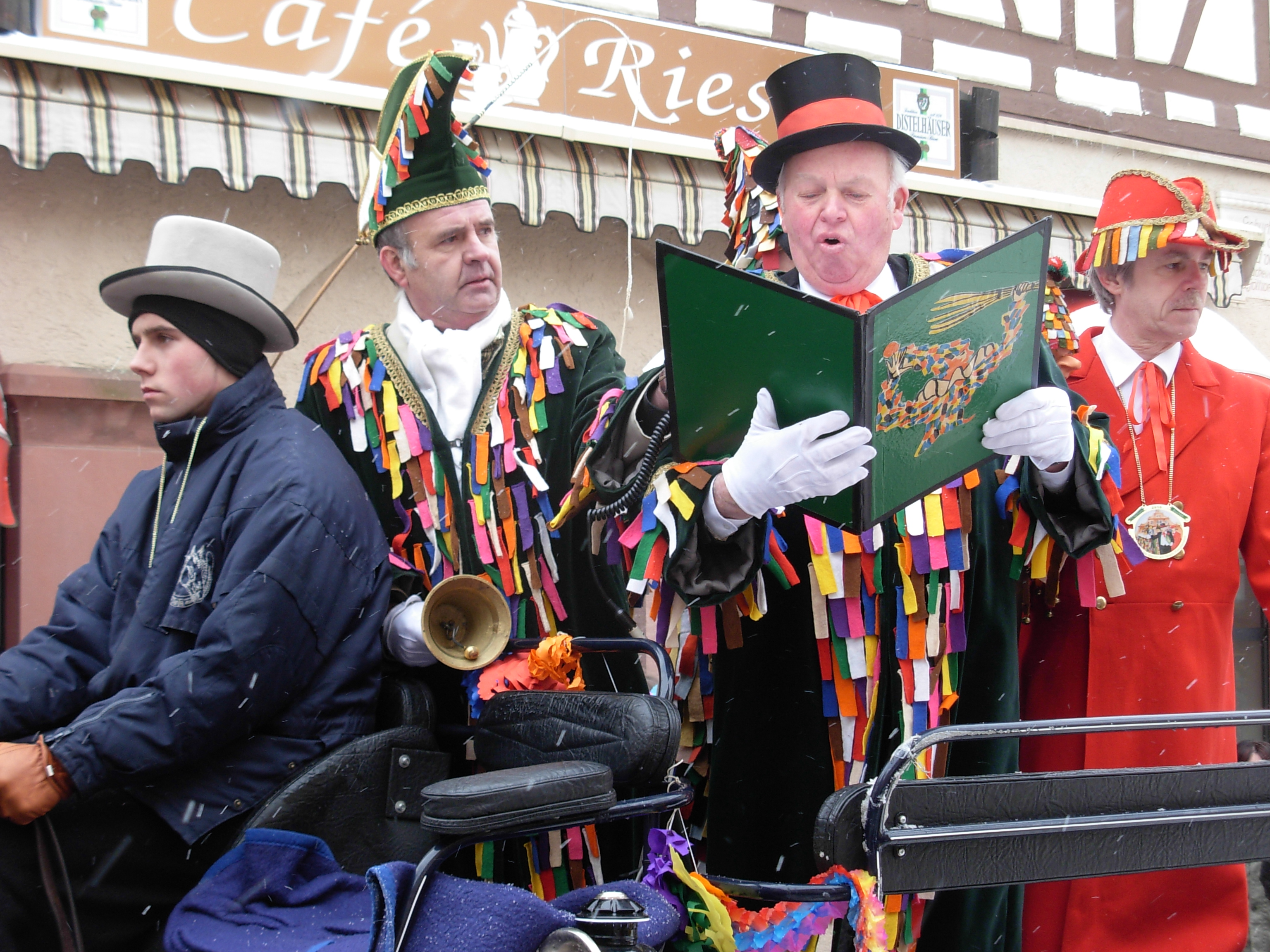
Ausschellen der Fastnacht

Buchener Faschenacht, eigentlich Buchemer Faschenacht, bezeichnet die Fastnachtsveranstaltungen, das Fastnachtstreiben sowie die über 500 Jahre alte Tradition der Fastnacht in Buchen (Odenwald).

## Faschenacht in Buchen
Die Buchemer Faschenacht wird am schmutzigen Donnerstag durch den Ausscheller der Fastnachtsgesellschaft, der mit seinen Begleitern auf einer offenen Pferdekutsche in der Stadt unterwegs ist, ausgerufen. Abends beginnt mit dem Spiel der Fastnachtsausgrabung das närrische Treiben, das dann über die Fastnachtstage das Leben in Buchen auf der Straße, in Gaststätten, bei Veranstaltungen und insbesondere bei den traditionellen Fastnachtsumzügen bestimmt.
Sonntags findet der Gänsmarsch statt. Relativ unorganisiert nehmen an diesem Umzug unterschiedliche Gruppen verkleideter Personen meist zu Fuß teil, um lokale Ereignisse auf die Schippe zu nehmen oder nach Art von Narrengerichten zu kritisieren. Mit Fleckenkostüm als Huddelbätze verkleidete Narren führen mit Musikkapelle den Umzug an. Krachkapellen, andere Traditionsfiguren und verkleidete Teilnehmergruppen schließen sich an. Eine Besonderheit ist der Umzug der Müller, die historisch nicht am Umzug teilnehmen durften und so auch weiterhin eine Stunde vor dem Gänsmarsch ihren eigenen Umzug machen. Um Mitternacht findet dann am Alten Rathaus das Narrengericht statt.
Den fastnachtlichen Höhepunkt auf den Straßen bildet der Rosenmontagsumzug mit zahlreichen aktuellen Wagenmotiven, Narrengruppen, einer großen Schar von Huddelbätzen und dem Bleckerwagen als zentralem Element. Auf diesem wird die Hauptfigur der Buchener Fastnacht, der Buchener Blecker, als goldfarbene Nachbildung auf einem Wagen mitgeführt. Diesem müssen Zuschauer bei Umzügen sowie Teilnehmer anderer Fastnachtsveranstaltungen jeweils durch einen Kuss auf sein nacktes Hinterteil die Reverenz erweisen. Eines der örtlichen Fastnachtslieder mit dem Refrain „Geiht her, geiht her, geiht her un erweischt em emol sei Ehr!“ (Geht her und erweist ihm einmal die Ehre!) nimmt Bezug darauf.
Ausgiebiges närrisches Treiben an allen Fastnachtstagen in Gaststätten und auf öffentlichen Plätzen kennzeichnet Buchen als eine Narrenhochburg. Geprägt ist die Buchener Fastnacht durch eine ganze Anzahl von lebenslustigen Fastnachtsliedern, unter denen das „Kerl wach uff!“ die absolute Hauptrolle einnimmt und den Bezug zum Blecker herstellt. Entsprechend lautet der Narrenruf in Buchen nicht „Helau“ oder „Ahoi“, sondern „Hinne houch!“ (hinten hoch!). Während der Faschenacht werden die drei Zifferblätter der Stadtturmuhr mit Plakaten verhängt. Darauf ist traditionell zu lesen: „Was brauche mer an Faschenacht e Uhr?“, „Den Buchener Narren schlägt keine Stund’“ sowie „Kerl wach uff – Hinne houch“.
Die Fastnachtsverbrennung vor dem Alten Rathaus, bei der eine Huddelbätz-Puppe in Flammen aufgeht, beendet schließlich Dienstagnacht die närrische Zeit.

## Historisches
Die tatsächlichen Anfänge der Fastnacht in Buchen liegen im Dunkeln. Obwohl im Archiv bereits ab 1368 erste Aufzeichnungen mit dem Wort Faschenacht zu finden sind, hat man das Jahr 1447 als Beginn der Fastnacht in Buchen festgelegt: Eine Urkunde des Kurfürsten Dietrich von Mainz erlaubte den Buchenern, von „Esto mihi“ (7. Sonntag vor Ostern, Fastnachtssonntag) bis zur „heiligen Fastenzeit“, öffentlich Umzug zu halten und sich an Tanz und Fasenachtsspiel zu ergötzen. So feierten die Buchener im Jahr 2002 das 555-jährige Bestehen ihrer Fastnacht. Vom 14. Jahrhundert bis zur Gegenwart lässt sich das Brauchtum fast lückenlos geschichtlich verfolgen.
Es wird berichtet, dass Anfang des 19. Jahrhunderts die Huddelbätze erheblich überhandnahmen. 1821 musste die Bürgerwehr einschreiten. Auch um das Fastnachtstreiben in geordnetere Bahnen zu lenken, wurde 1879 die Fastnachtsgesellschaft Narrhalla Buchen gegründet.
Unmittelbar nach dem Zweiten Weltkrieg erhielten die Buchener in der damaligen Amerikanischen Zone die Erlaubnis, wieder Fastnacht zu feiern. Allerdings waren 1946 beim ersten Gänsmarsch nach dem Zweiten Weltkrieg nur noch traurige sechs Huddelbätze auf der Straße, mehr Kostüme gab es nicht mehr.
Die Fastnachtstradition wurde seitdem ausgebaut und fortgeführt. Insgesamt ist die Buchemer Faschenacht Teil des örtlichen Brauchtums. Entsprechend hat die FG Narrhalla ihren Namen 1988 in „Gesellschaft zur Erhaltung Buchener Bräuche und Sitten, Fasenachtsgesellschaft Narrhalla Buchen e. V.“ geändert.

## Der Buchener Blecker

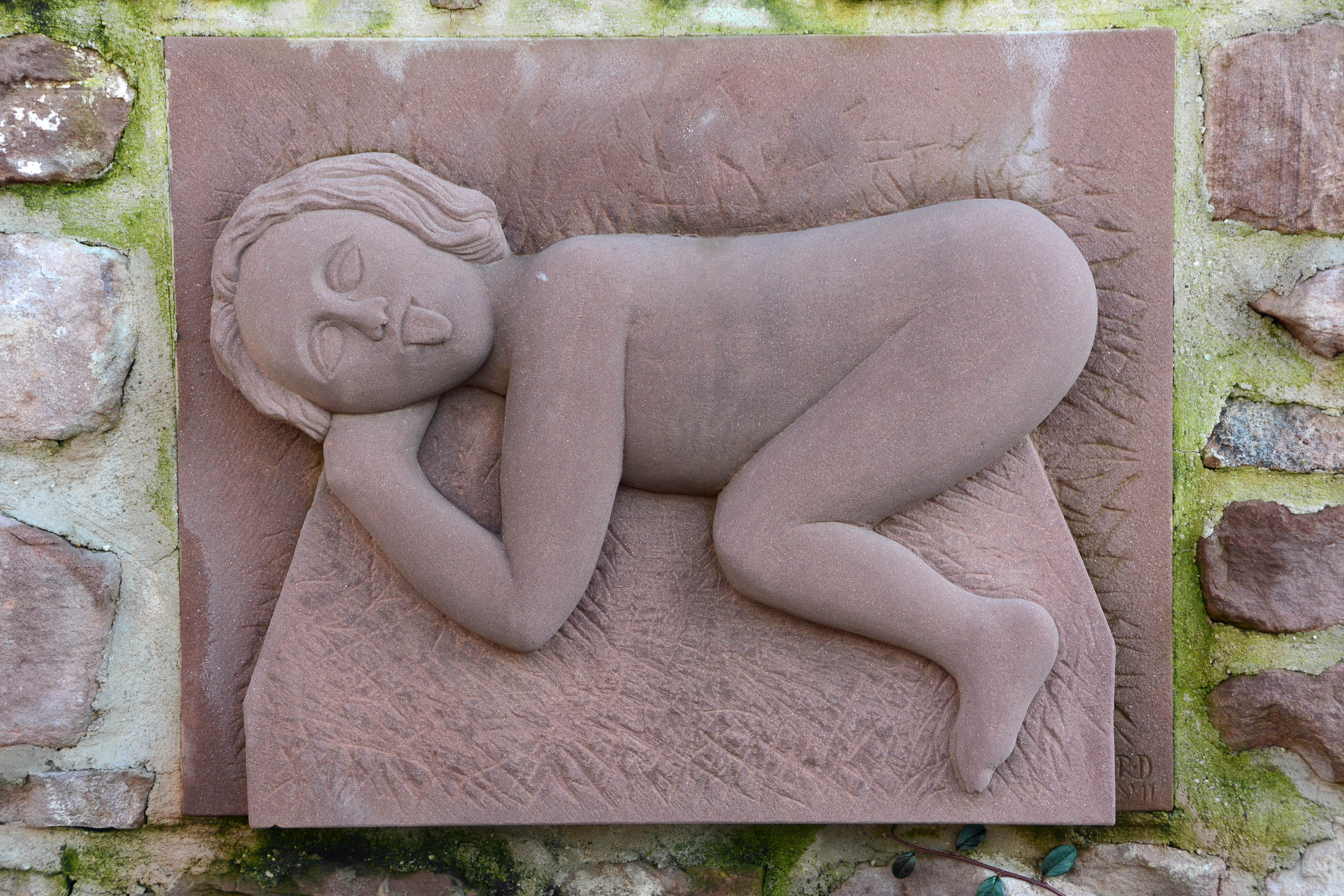
Blecker-Nachbildung an der Stadtmauer

Der Buchener Blecker ist das Wahrzeichen der Stadt und die Symbolfigur der Buchener Fastnacht. Es handelt sich ursprünglich um eine in Stein dargestellte Neidfigur, die bäuchlings nackt auf einem Sockel liegend das Hinterteil präsentiert.
Sie stammt aus der Zeit um 1490, wurde Anfang des 19. Jahrhunderts beim Abriss eines Stadtmauerteils gefunden und geriet vorübergehend auf nicht bekannte Weise in Verlust. Schließlich wurde sie bei einem Steinmetz in Grünsfeld gefunden und 1906 durch den damaligen Pfarrer Josef Weigand nach Buchen zurückgebracht. Aus diesem Anlass verfasste der Buchender Mundartdichter Jacob Mayer den Text des Lieds „Bleckers Heimkehr“ mit dem Refrain „Geiht her ...“ (s. o.). Der fehlende Kopf wurde ersetzt. Dann fand der originale Blecker seinen Platz im Buchener Bezirksmuseum.
Der Blecker ist in Buchen die zentrale fastnachtliche Symbolfigur und wird in mehreren traditionellen Fastnachtsliedern besungen. Eine Bleckerfigur wird bei allen Fastnachtsumzügen und -veranstaltungen mitgeführt.
Zu der Legende, man hätte bei einer Stadtbelagerung einen gut genährten jungen Mann nackt auf der Stadtmauer präsentiert und die Feinde seien daraufhin abgezogen, gibt es keine historischen Hinweise. Allerdings fand tatsächlich eine erfolglose Belagerung Buchens durch die Truppen Ruprechts II. von der Pfalz im Jahr 1382 statt.

## Fastnachtsfiguren

### Huddelbätze

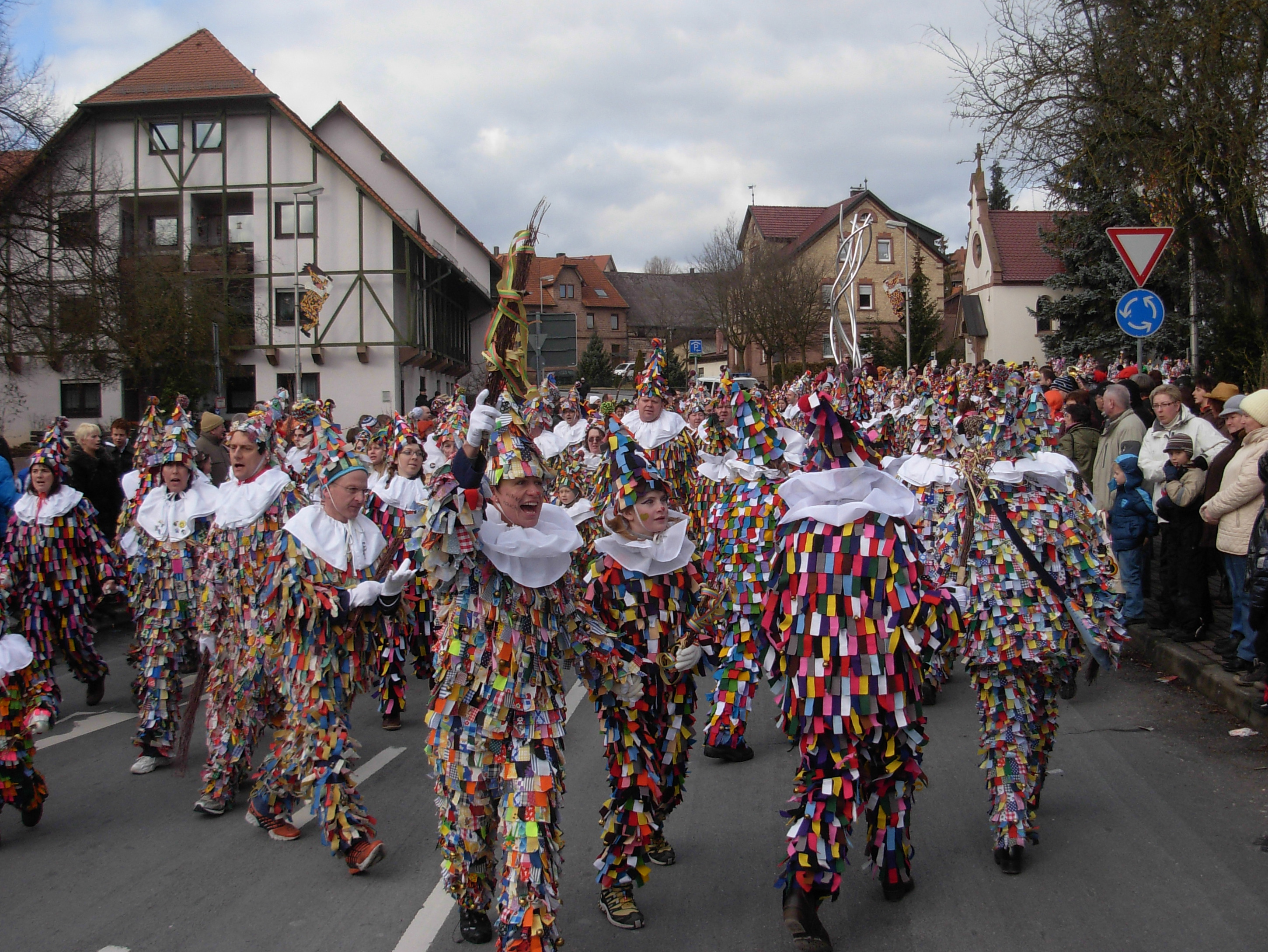
Huddelbätze in Aktion

Die zahlreichen Huddelbätze, die übrigens keine Masken tragen, sind mit ihrem Fleckenkostüm die auffälligsten Narrenfiguren in Buchen. Sie symbolisieren als Lichtgestalten und Zeichen der Lebendigkeit den Frühling. Sie sind in Bewegung, hüpfen und schwingen eine Rute aus Birkenreisig. Traditionell wird das Birkenreisig in der letzten Raunacht geschnitten und zu Ruten gebunden.
Das Fleckenkostüm des Huddelbätz ist recht aufwändig gefertigt. In dachziegelartiger Überlappung werden rund 2000 rechteckige, bunte Stofffleckchen von etwa 12 cm Länge und 2 cm Breite auf einen leichten Anzug aus Jacke und Hose genäht und dieser mit einer größeren Anzahl kleiner Glöckchen versehen. Zusätzlich werden bei Auftritten teilweise Schellenbänder an Arm- und Fußgelenken getragen. Daher entsteht beim Gehen und Hüpfen ein lautes Geräusch, das Dämonen und böse Geister vertreiben soll.
Ergänzt wird das Kostüm durch einen weißen, gestärkten Rüschenkragen, einen etwa 60 cm hohen Spitzhut, ebenfalls mit bunten Flecken besetzt, und weiße Handschuhe.

### Härle und Fräle

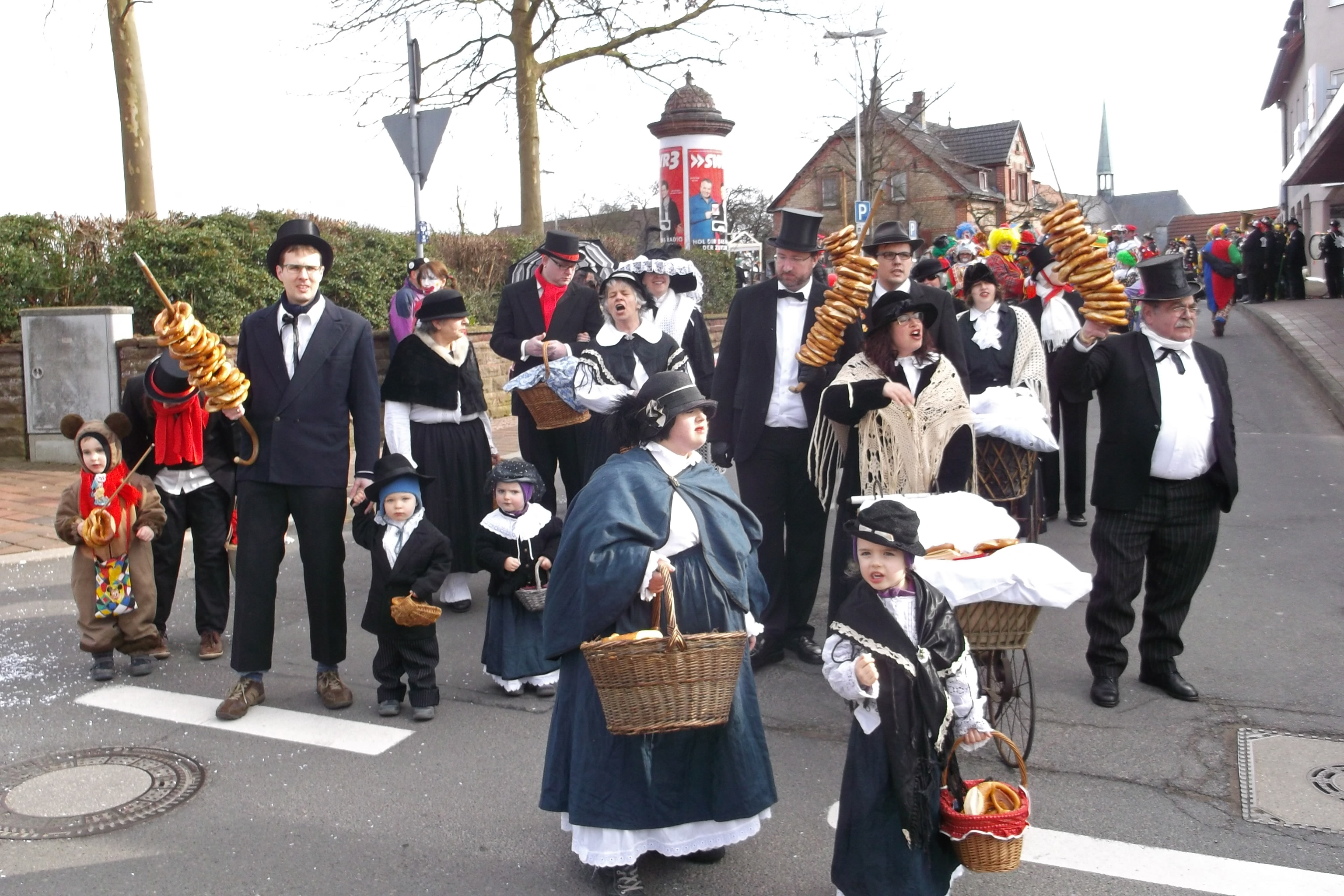
Härle und Fräle

„Härle und Fräle“ (Herr und Frau) werden dargestellt durch teilweise maskierte Männer und Frauen. Früher trugen sie über 100 Jahre alte, ehemalige Festkleidung, die speziell dafür aufbewahrt wurde, heute eher daran orientierte Kostümierung. Auch entsprechende Gegenstände und Zubehör werden beim Gänsmarsch mitgeführt. Aus der Anonymität der Masken werden Zuschauer nach Möglichkeit mit Ereignissen konfrontiert, an denen sie im vergangenen Jahr beteiligt waren. Das frühere Schnorren in den Gasthäusern hingegen gibt es seit längerem nicht mehr.

### Krachkapellen

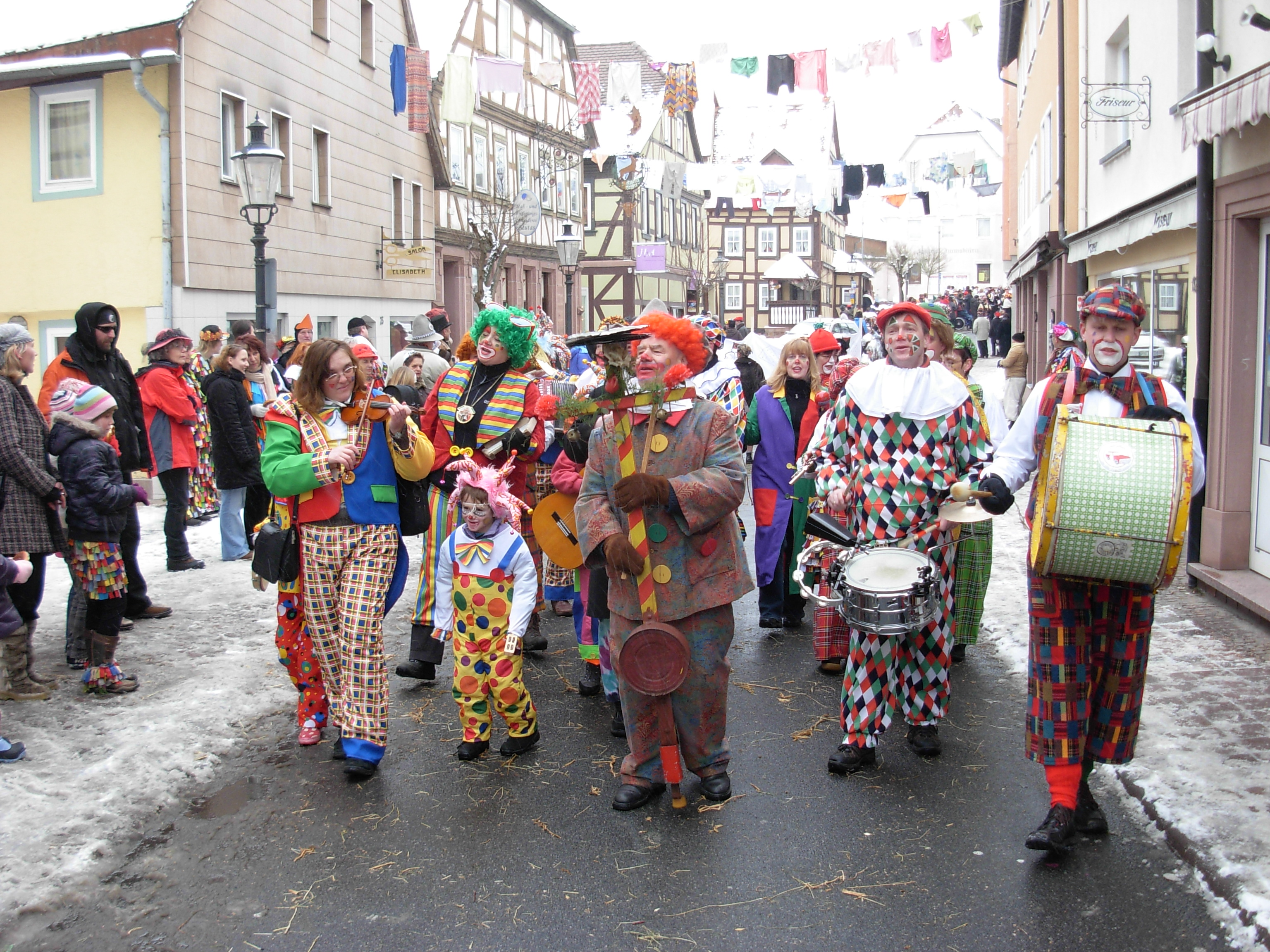
Krachkapelle am Gänsmarsch

Speziell beim Gänsmarsch ziehen Krachkapellen mit, Gruppen mit jeweils eigener Kostümierung und teilweise einfachsten Instrumenten, beispielsweise Teufelsgeige, zur Erzeugung von Krach und Musik zum Singen der traditionellen Buchener Fastnachtslieder. Krachkapellen ziehen aber auch nachts durch die Kneipen. Neben der traditionsreichen Krachkapelle der Kolpingsfamilie, bereichern seit mittlerweile 40 Jahren die Morreschnorranten in Buchen das Fastnachtsgeschehen mit einem Musikstil zwischen Blas- und Guggemusik.

### Erbsenstrohbär

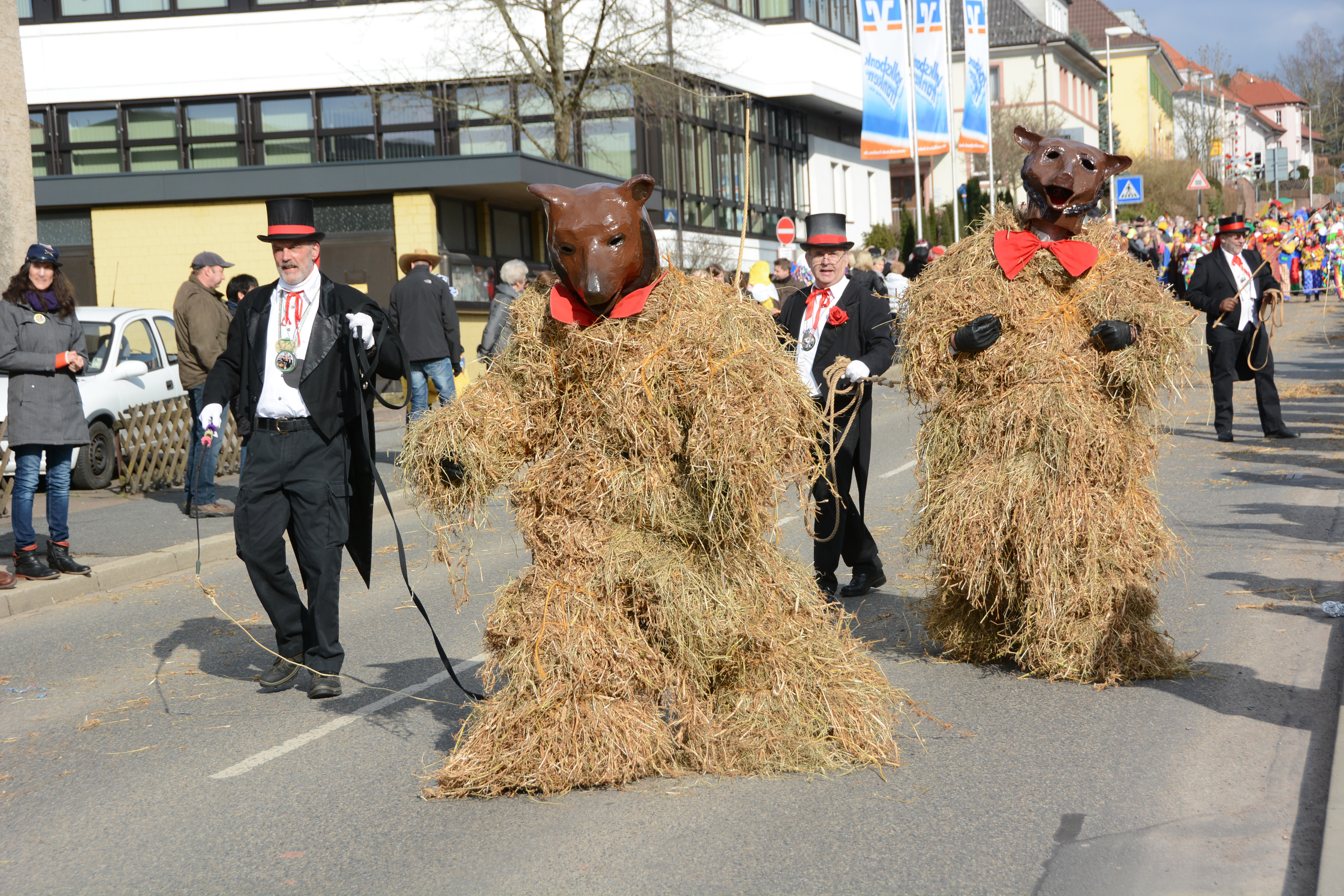
Treiber mit Erbsenstrohbären

Für den Gänsmarsch werden junge Männer in Erbsenstroh eingebunden und dann mit einem Bärenkopf aus Pappmaché versehen. Sie symbolisieren den Winter und werden, an langen Seilen festgezurrt, mit lautem Peitschenknall von Treibern geführt, die Frack und Zylinder tragen. Gerne laufen die Bären in die Zuschauer, um einige davon zu umarmen, bis die Treiber eingreifen.

### Die Müller

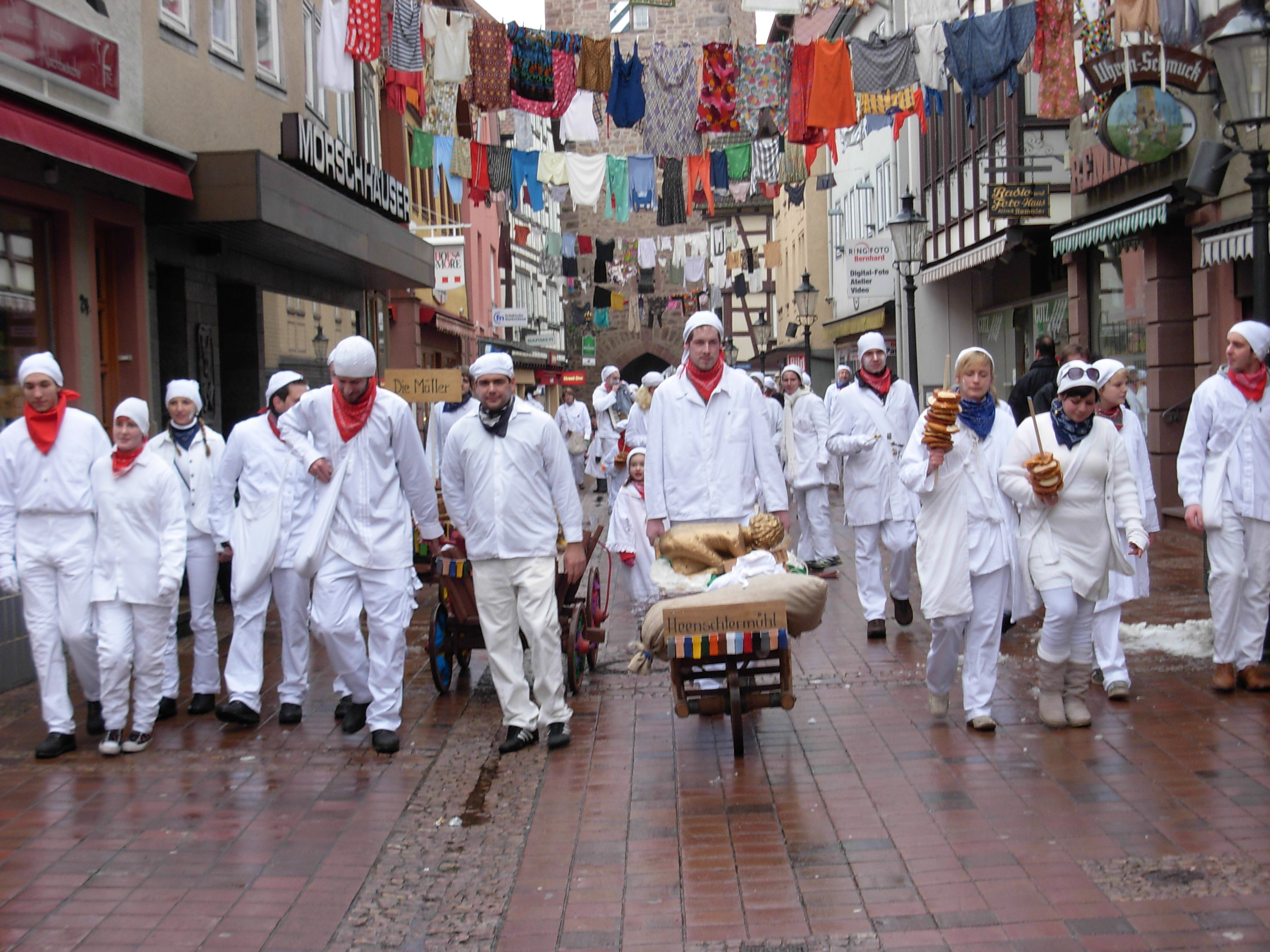
Umzug der Müller

Am Gänsmarsch durften ehemals nur „ehrbare Bürger“ teilnehmen. Da aber die Müller keiner Zunft angehörten, war ihnen die Teilnahme verwehrt. Daher zogen sie in Berufskleidung (weiße Hosen, weißer Kittel, weiße Zipfelmütze) und bemehltem Gesicht dem Gänsmarsch voraus. Diese Tradition wird fortgesetzt.

### Wagenradsänger
Seit Anfang der 1960er Jahre haben sich die Wagenradsänger ausgehend von Auftritten in närrischen Sitzungen bei den Traditionsfiguren etabliert. Anhand eines auf einem Ständer montierten, imitierten Wagenrads mit Bildern zwischen den Speichen stellen sie nach Art von Bänkel- und Moritatensängern Ereignisse des vergangenen Jahres, beginnend mit „Is des ned a Wacherad? Ja, das is e Wacherad! …“ in humorvollem Gesang mit Akkordeon-Begleitung dar.

## Fastnachtslied „Kerl wach uff“
Nicht denkbar ist die Buchemer Faschenacht ohne die traditionellen Buchener Fastnachtslieder, in erster Linie den Narrenmarsch „Kerl wach uff“. Damit beginnt und endet die Buchener Fastnacht. An den Fastnachtstagen wird das Lied im närrischen Geschehen bei jeder passenden Gelegenheit angestimmt oder die Melodie von Musikkapellen gespielt:
Kerl wach uff!

Vergeß da Nout, da Plooch,

korz is' Lebe, darum: „Hinne Houch!“

La la la hoi! ...
auf Hochdeutsch:
Kerl wach auf!

Vergiss deine Not und deine Plage,

kurz ist das Leben, darum „Hinten Hoch!“
Komponiert wurde die Melodie 1921 vom damaligen Dirigenten der Buchener Stadtkapelle, Karl Tschamber. Der Text stammt aus der Feder des Buchener Kaufmanns, Elferratspräsidenten und Mundartdichters Jacob Mayer.

## Narrenbrunnen

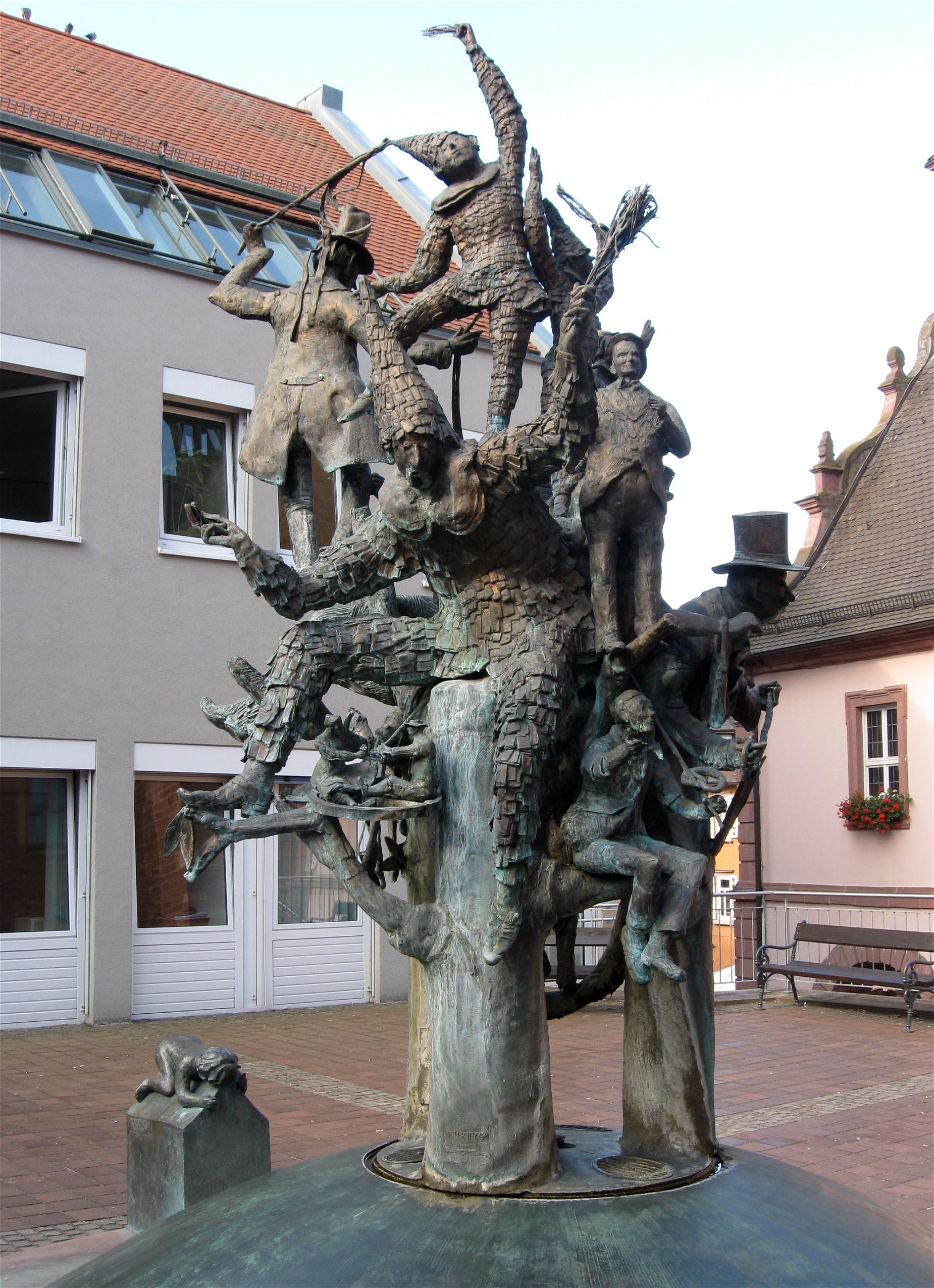
Narrenbrunnen in Buchen

Der über 500 Jahre alten Fastnacht hat man in Buchen mit dem direkt unterhalb der katholischen Stadtkirche errichteten Narrenbrunnen ein Denkmal gesetzt. Gestaltet wurde dieser aus Bronze von Joseph Michael Neustifter aus Eggenfelden in Niederbayern in Form eines Buchenbaums im Zentrum eines Brunnenbeckens aus Naturstein. Darauf sind die Brauchtumsgestalten der Buchener Fastnacht verteilt und deren Gesichter teilweise realen Personen Buchens nachempfunden.

## Überörtliche Aktivitäten
Buchen ist neben dem örtlichen Geschehen häufig auch in überörtlichen Fastnachtsveranstaltungen präsent. 1980, 1990 und 2002 fanden in Buchen internationale Narrentreffen statt. Buchen war Veranstaltungsort für das große BDK Freundschaftstreffen verbunden mit dem Fränkischen Narrentreffen 2013. Abordnungen Buchener Huddelbätze nahmen in der Vergangenheit neben den Fränkischen Narrentreffen auch an anderen auswärtigen Veranstaltungen teil.